# Rebecca Nurse
Rebecca Nurse, död 1692, var en av de åtalade i häxprocessen i Salem. 
Hon var gift med hantverkaren Francis Nurse. Paret var kyrkliga och respekterade medlemmar i Salems församling. 
Häxprocessen i Salem utbröt sedan ett antal flickor, Betty Parris, Abigail Williams, Ann Putnam, Mercy Lewis, Mary Walcott, och Elizabeth Hubbard, hade plågats av anfall. Parris och Williams anklagade sedan tre kvinnor: Tituba, Sarah Good och Sarah Osborne, för att ha förtrollat dem. Processen växte sedan de åtalade uppmanades ange medbrottslingar. 
Hon angavs av Edward och John Putnam. Anklagelserna mot Rebecca Nurse bemöttes annorlunda av domstolen än i för de flesta andra fall under häxprocessen, därför att hon var en respekterad person med gott rykte. De "besatta flickorna" fick upprepade anfall i rättssalen under rättegången. Nurse frikändes. Hennes frikännande möttes dock av sådana anfall av de påstådda offren att domstolen ändrade sin dom. 
Hon dömdes som skyldig och avrättades genom hängning. 1706 uppgav Ann Putnam, som vittnat mot Nurse, att hon ångrade sitt vittnesmål. Kyrkan förklarade år 1712 Rebecca Nurse för oskyldig.